# Power Pad

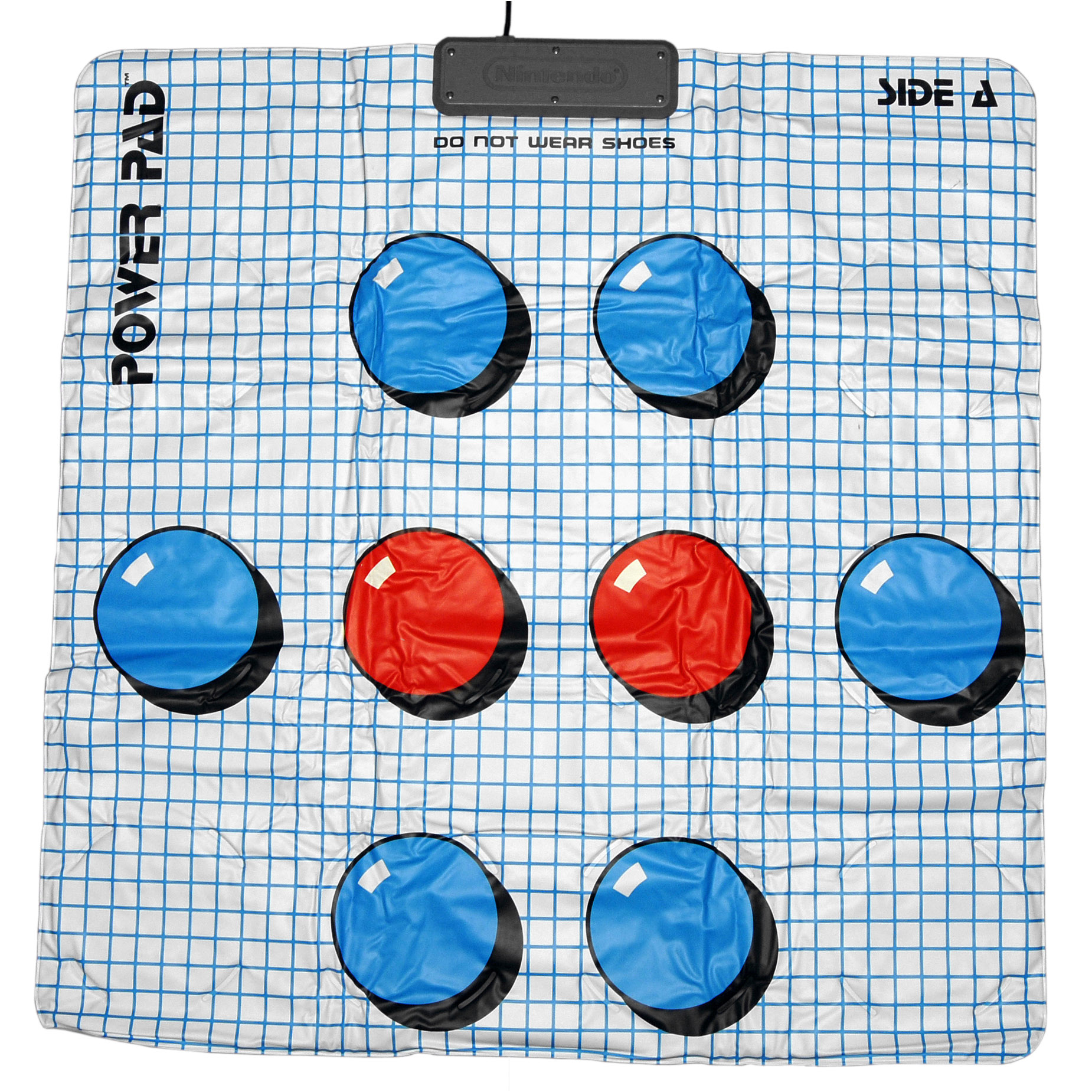
El Power Pad, lado A

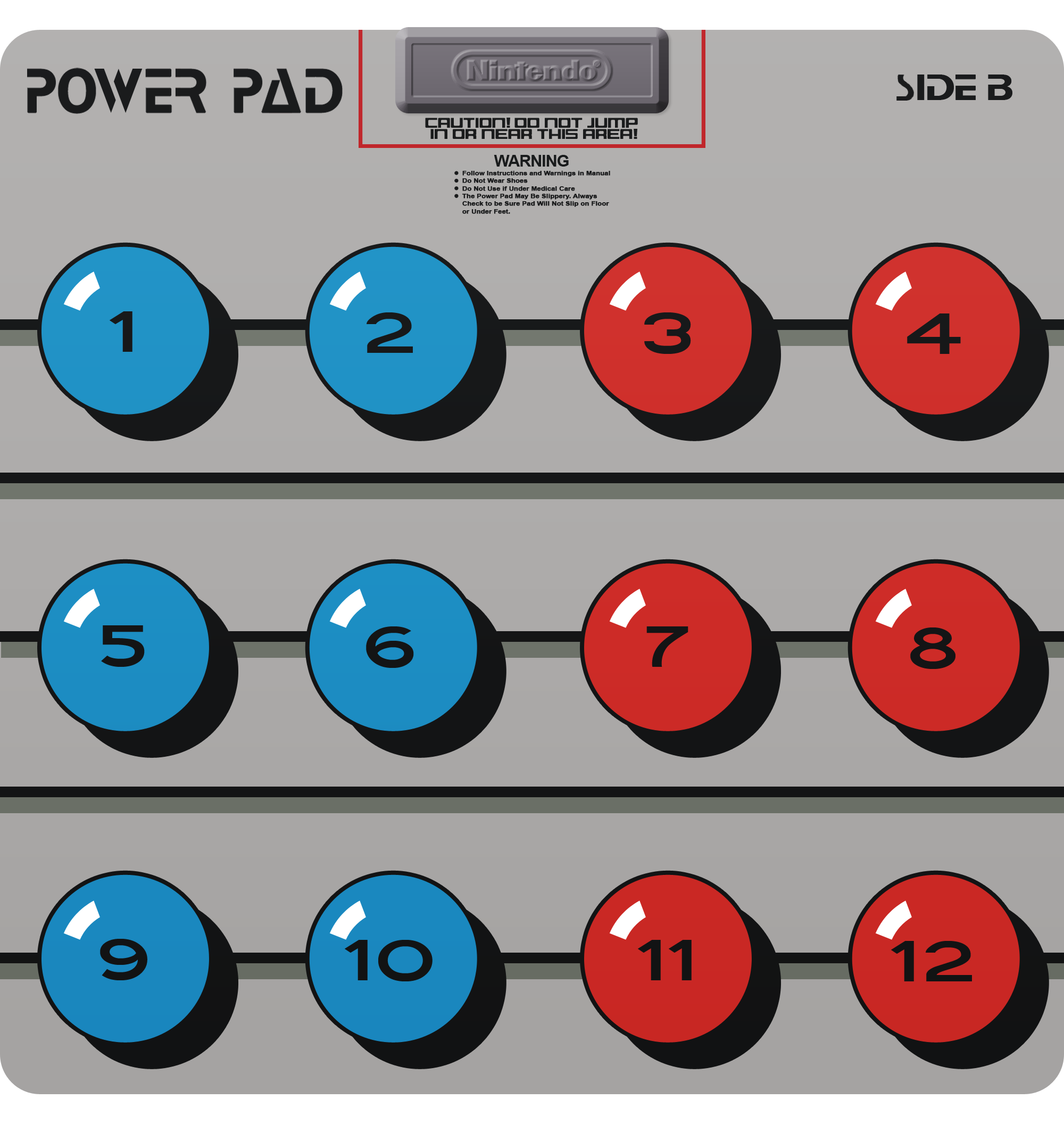
El Power Pad, lado B

El Power Pad (conocido en Japón como Family Trainer, y en Europa y brevemente en los Estados Unidos como Family Fun Fitness) es un controlador de juegos para la Nintendo Entertainment System. Es una alfombra gris con doce sensores de presión incrustados entre dos capas de plástico flexible. Fue desarrollado originalmente por Bandai.
Bandai lanzó el accesorio por primera vez en 1986 como el paquete Family Trainer para Famicom en Japón, y luego se lanzó en Estados Unidos. Nintendo lo lanzó en 1988 como Power Pad, junto con el juego World Class Track Meet, que fue un cambio de marca de un juego anterior.

## Visión general
El Power Pad fue lanzado originalmente por Bandai como Family Trainer en Japón en 1986, y como Family Fun Fitness tanto en Norteamérica como en Europa en 1987 y 1988 respectivamente. Poco después, Nintendo adquirió los derechos de Bandai para el accesorio en América del Norte y le cambió el nombre a Power Pad, con las alfombras restantes de Family Fun Fitness retiradas de las tiendas. Bandai retuvo los derechos del producto fuera de América del Norte.

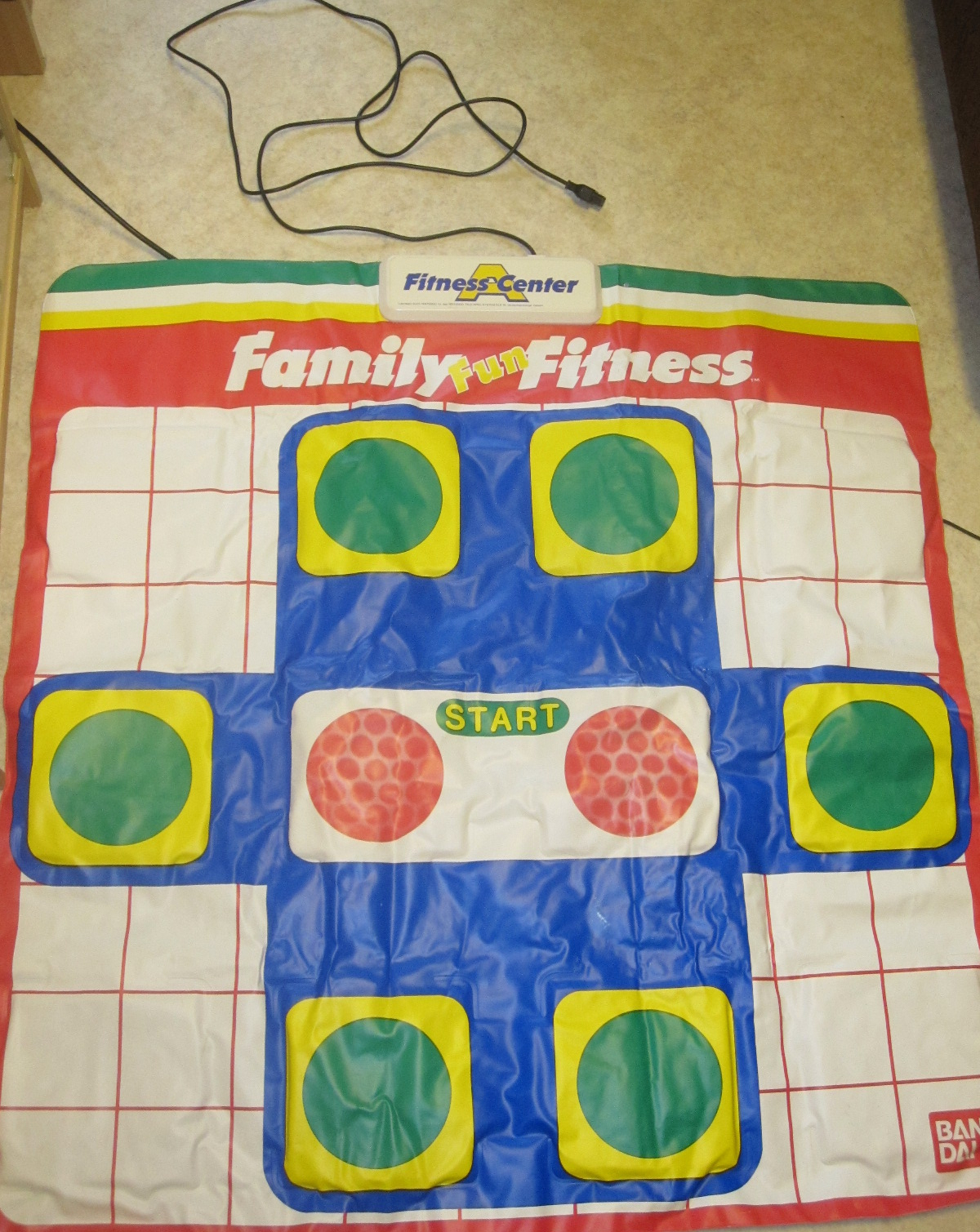
Versión europea del Family Fun Fitness.

El accesorio Power Pad está colocado frente a la pantalla de video para varios juegos, generalmente conectado al segundo puerto del controlador NES, con los jugadores pisando los botones grandes para controlar el juego. El teclado tiene dos lados ilustrados: el lado A, que rara vez se usa, tiene ocho botones, mientras que el lado B tiene doce botones numerados del 1 al 12.
Los juegos que usan el Power Pad a menudo ponen a prueba a los jugadores en su tiempo y coordinación, memoria, velocidad de "correr", o les permiten reproducir música con sus pasos. Juegos como Dance Dance Revolution pueden rastrear el linaje de sus mecanismos de control hasta el Power Pad (ver plataforma de baile).

## Reaparición
En 2007, Namco Bandai Games anunció que el Power Pad vería una reaparición para la Wii. Esta versión de la almohadilla también funcionará junto con el Control Remoto Wii. Fue lanzado como Active Life: Outdoor Challenge en América del Norte (conocido como Family Trainer Athletic World en Japón y Family Trainer en Europa) en 2008. Su secuela Active Life: Extreme Challenge se lanzó en 2009.

## Juegos compatibles
La siguiente es una lista de los 11 videojuegos que se crearon para usar con el accesorio. Los juegos fueron desarrollados por Human Entertainment, excepto por las tres últimas entradas de la serie. Todos menos uno de ellos fueron publicados por Bandai, aunque algunos fueron localizados en Norteamérica por Nintendo.
| Athletic World | Athletic World | Publicación original: 12 de noviembre de 1986 (Japón) 18 de junio de 1987 (Norteamérica) 15 de junio de 1988 (Europa) | Famicom, NES |
| Athletic World (アスレチックワールド?) fue desarrollado por Human Entertainment y publicado por Bandai en Japón en 1986 y en Norteamérica en 1987. Athletic World fue el primero de los diez juegos que Bandai lanzó para la serie Family Trainer. La primera edición del juego en América del Norte presenta el logotipo de Family Fun Fitness en la etiqueta y la caja, y también menciona la compatibilidad solo con el accesorio FFF. Una vez que Nintendo of America compró los derechos de la almohadilla Family Fun Fitness en América del Norte, Bandai reeditó Athletic World con un arte de caja diferente actualizado, esta vez mostrando compatibilidad con la Power Pad. El cuadro original de América del Norte es ahora un objeto raro para los coleccionistas. A diferencia del arte de la caja, la etiqueta incluida en el cartucho no experimentó un cambio importante en la reimpresión del juego; La única diferencia es la eliminación de las referencias de "Family Fun Fitness" en la etiqueta. No se hizo ningún cambio en el archivo ROM para la segunda edición de Athletic World, que conserva la pantalla de títulos original de 1987 con la mención "Family Fun Fitness" en el juego. Athletic World simula cinco desafíos de estilo olímpico diferentes: obstáculos, Hop A Log, Animal Trail, Rafting y Dark Tunnel. Los movimientos en el juego son controlados por el jugador físicamente corriendo, saltando y pisando la almohadilla de manera similar a los juegos de almohadilla de danza moderna. Cada desafío está diseñado para entrenar al jugador de una manera diferente. Hurdles prueba al jugador en el tiempo, mientras que Dark Tunnel desafía la destreza del jugador. Este juego también ofrece la característica única de que la experiencia de juego de los jugadores se adapte a ellos pidiéndoles su nombre, edad, género y la fecha actual para brindarles consejos personalizados. |                | Publicación original: 12 de noviembre de 1986 (Japón) 18 de junio de 1987 (Norteamérica) 15 de junio de 1988 (Europa) |              |

| Running Stadium/ Stadium Events/World Class Track Meet | Running Stadium/ Stadium Events/World Class Track Meet | Publicación original: Running Stadium 23 de diciembre de 1986 (Japón) Stadium Events - NA Septiembre de 1987 - EU 1988 World Class Track Meet Agosto de 1988 (Norteamérica) | Famicom, NES |
| Running Stadium (ランニングスタジアム Ranningu Sutajiamu?) fue publicado por Bandai y fue lanzado en Japón en 1986 y en Norteamérica en 1987 con el título Stadium Events. Sin embargo, poco después del lanzamiento, Nintendo compró los derechos de América del Norte a la serie Family Fun Fitness y decidió promocionar este juego en particular ellos mismos. Como resultado, se cambió el nombre de Stadium Events y se reenvasó bajo el título World Class Track Meet, y se sacaron copias de Bandai's Stadium Events de los estantes de las tiendas. El lanzamiento en Norteamérica de Stadium Events se ha convertido en el juego más difícil de encontrar disponible en Nintendo Entertainment System. A pesar de los cambios, Stadium Events y World Class Track Meet son idénticos entre sí, aparte de la pantalla de título. El juego presenta una competencia al estilo de los Juegos Olímpicos, con eventos como el tablero de 100 m, los obstáculos de 110 m, el salto de longitud y el salto triple. Los oponentes de la raza fueron nombrados después de animales, el más lento es la tortuga y el más rápido es el guepardo. |                                                        | Publicación original: Running Stadium 23 de diciembre de 1986 (Japón) Stadium Events - NA Septiembre de 1987 - EU 1988 World Class Track Meet Agosto de 1988 (Norteamérica) |              |

| Dance Aerobics | Dance Aerobics | Publicación original: 26 de febrero de 1987 (Japón) Marzo de 1989 (Norteamérica) | Famicom, NES |
| Conocido como Aerobics Studio (エアロビスタジオ?) en Japón, Dance Aerobics es el tercer juego de la serie Bandai's Family Trainer, y es el único juego de música. A diferencia de las dos entregas anteriores y la versión posterior de Street Cop, este juego nunca fue publicado por Bandai en América del Norte, aunque Nintendo todavía vio un lanzamiento en esa región. Dance Aerobics cuenta con ocho clases en el estudio de ejercicios. El jugador debe seguir los movimientos del instructor. La puntuación comienza en 100 y disminuye con cada error. Sin embargo, sube para cada rutina completada correctamente. |                | Publicación original: 26 de febrero de 1987 (Japón) Marzo de 1989 (Norteamérica) |              |

| Jogging Race | Jogging Race | Publicación original: 28 de mayo de 1987 (Japón) | Famicom |
| Jogging Race (ジョギングレース?) es un juego de trotar y caminar lanzado solo en Japón, el 28 de mayo de 1987. Es el cuarto juego de la serie de Bandai Family Trainer. |              | Publicación original: 28 de mayo de 1987 (Japón) |         |

| Meiro Daisakusen | Meiro Daisakusen | Publicación original: 31 de julio de 1987 (Japón) | Famicom |
| Meiro Daisakusen (迷路大作戦 'Maze Epic Battle'?) es un juego de exploración de laberintos, lanzado solo en Japón el 31 de julio de 1987. Es el quinto juego de la serie Bandai's Family Trainer. |                  | Publicación original: 31 de julio de 1987 (Japón) |         |

| Street Cop | Street Cop | Publicación original: 31 de agosto de 1987 (Japón) Junio de 1989 (Norteamérica) | Famicom, NES |
| Lanzado como Manhattan Police (マンハッタンポリス?) en Japón, Street Cop es un juego en el que el jugador tiene que perseguir a los delincuentes mientras salta por encima de las cosas y usa el club para detener a los enemigos. El jugador tiene que pisar los botones correspondientes a cada una de las acciones del policía, como moverse, saltar y hacer palos. Street Cop fue publicado por Bandai. Fue lanzado el 31 de agosto de 1987 en Japón y en junio de 1989 en América del Norte. |            | Publicación original: 31 de agosto de 1987 (Japón) Junio de 1989 (Norteamérica) |              |

| Super Team Games | Super Team Games | Publicación original: 27 de noviembre de 1987 (Japón) Noviembre de 1988 (Norteamérica) | Famicom, NES |
| Super Team Games (Famitore Daiundōkai (ファミトレ大運動会?)) es un juego que fue publicado por Bandai en Japón y Nintendo en América del Norte. Los Super Team Games consisten en un grupo de diferentes concursos de estilo de campamento de verano que utilizaron el lado B del Power Pad/Family Trainer. |                  | Publicación original: 27 de noviembre de 1987 (Japón) Noviembre de 1988 (Norteamérica) |              |

| Totsugeki! Fūun Takeshi Jō | Totsugeki! Fūun Takeshi Jō | Publicación original: 28 de diciembre de 1987 (Japón) | Famicom |
| Totsugeki! Fūun Takeshi Jō (突撃! 風雲! たけし城?) es un juego de concurso basado en el programa/concurso de la serie de televisión japonesa Takeshi's Castle. Fue lanzado solo en Japón el 28 de diciembre de 1987 y es el octavo juego de la serie Bandai's Family Trainer. |                            | Publicación original: 28 de diciembre de 1987 (Japón) |         |

| Fūun! Takeshi Jō Two | Fūun! Takeshi Jō Two | Publicación original: 20 de diciembre de 1988 (Japón) | Famicom |
| Fūun! Takeshi Jō Two (風雲! たけし城二(ツー) Fūun! Takeshi Jō Tsū?) Es la secuela de Totsugeki! Fūun Takeshi Jō y también se basa en el Castillo de Takeshi con nuevos concursos. Fue lanzado el 20 de diciembre de 1988 solo en Japón y es el noveno juego de la serie Bandai's Family Trainer. |                      | Publicación original: 20 de diciembre de 1988 (Japón) |         |

| Rai Rai! Kyonshis: Baby Kyonshi no Amida Daibōken | Rai Rai! Kyonshis: Baby Kyonshi no Amida Daibōken | Publicación original: 26 de enero de 1989 (Japón) | Famicom |
| Rai Rai! Kyonshis: Baby Kyonshi no Amida Daibōken (来来! キョンシーズ。 ベビーキョンシーのあみだ大冒険 'Come come! Fallen Corpses: Baby Fallen Corpse's Amedia Great Adventure'?) es un juego basado libremente en la serie de televisión taiwanesa-japonesa Hello Dracula. Es el décimo y último juego lanzado para la serie Family Trainer por Bandai, y se lanzó solo en Japón el 26 de enero de 1989. |                                                   | Publicación original: 26 de enero de 1989 (Japón) |         |

| Short Order/Eggsplode! | Short Order/Eggsplode! | Publicación original: Diciembre de 1989 (Norteamérica) | NES |
| Short Order/Eggsplode! es una compilación de juegos desarrollada y publicada por Nintendo, sin participación de Bandai, en noviembre de 1989. Short Order, presenta un juego similar al del juego de arcade de Atari, Touch Me, y al juego de memoria electrónica de Milton Bradley, Simon, donde el jugador debe construir una hamburguesa recordando el orden de los ingredientes que el cliente saca. Eggsplode! involucra a un grupo de doce gallinas en sus nidos y un lobo que viene y pone una bomba debajo de ellos, el jugador debe pararse en la posición apropiada para extinguir las bombas antes de que exploten, mientras ignora los huevos puestos por las gallinas. Este fue el último juego lanzado para el Power Pad. |                        | Publicación original: Diciembre de 1989 (Norteamérica) |     |